# C/2014 M2 (Christensen)
C/2014 M2 (Christensen) — одна з короткоперіодичних комет сім'ї Юпітера. Ця комета була відкрита 25 червня 2014 року; вона мала 19.4m на час відкриття.